# 佐倉綾音 論理×ロンリー
『佐倉綾音 論理×ロンリー』（さくらあやね ろんりロンリー）は、2025年4月2日からTBSラジオで放送されているラジオ番組。

## 概要
声優の佐倉綾音によるラジオ番組。
TBSラジオでは初めてのレギュラー番組であり、「世の中の様々な現象、空気感、物事に対して、リスナーと一緒に『論理的な分析』を導き出す」ことをコンセプトにしている。
オープニング曲：東京スカパラダイスオーケストラ / サファイアの星
エンディング曲：ポルノグラフィティ／ヒトリノ夜
TBSラジオの2025年春の改編によりアフター6ジャンクション2の放送時間が変更され、新たに設定された月 - 木曜22時台の放送枠での番組である。
番組放送中は、リスナーからX(旧Twitter)のツイートをハッシュタグ「#佐倉論理」で募っている。
初回放送から、パーソナリティの佐倉綾音による放送後記も公開されており、番組ホームページの各エピソードの記事や公式X（旧Twitter）で閲覧できる。
放送の初回の「集団ごっこしようや」との発言は、サブタイトルや裏テーマという認識で、リスナーに愛されている。
番組内で実母の名を出すことが多く、実母がアンジェリーナ1/3のラジオ番組『Angie Radio!!〜夢は口に出せば叶う!〜』のリスナーである事を明かしてからはアンジー側が佐倉の実母がラジオを聞いているのか確認するために名前を呼ぶのが恒例となっており、以降は佐倉もアンジーにお礼をしつつも、アンジーがTOKYO FMでパーソナリティを務める『SCHOOL OF LOCK!』が本番組の真裏である事から複雑な心境を持ち続けたまま返事を返している。
同局の『林原めぐみのTokyo Boogie Night』との姉妹番組の盃を交わすことを打診するも、本番組が放送1000回を超えたらと条件付きでの採用となったが、2025年6月8日に放送された同番組に佐倉が出演した際には、パーソナリティの林原めぐみより提案があり、正式に親子番組としての盃を交わした。
2025年7月2日の放送より、かねふく（他各社）がスポンサーに加わった。

## メール募集コーナー

### 現在（コーナー）
正解のないことを考えてみる
「正解のないこと」に沿ったテーマに関して、リスナーからの意見を募るコーナー。
代読ロンリーダイアリー
リスナーの身近に起こった出来事を日記形式で募集し、佐倉が代読するコーナー。
佐倉綾音　サードプレイス
リスナーから佐倉に対する相談を受け付けるコーナー。
なお、上記2つは不定期、サードプレイスは毎週やる予定だった。

### 急募
腰を痛めた瞬間のエピソード
愛猫を庇ってギックリ腰になった佐倉のように、腰を痛めた瞬間のエピソードを募る（2025年7月25日〜）番組公式Xのポスト (2025年7月25日の投稿)

## 出演者

### パーソナリティ
- 佐倉綾音（声優、青二プロダクション所属）

### ゲスト
- 吉住（お笑い芸人、プロダクション人力舎所属）2025 年 4 月 30 日出演[10]
- 早見沙織（声優、アイムエンタープライズ所属）2025 年 6 月 4 日コメント出演[11]
- 向井慧（パンサー、お笑い芸人、吉本興業所属）2025 年 6 月 11 日出演[12]
- 田中賢志郎（ラジオディレクター）2025 年 6 月 25 日出演[13]
- ARuFa（オモコロ、Webライター）2025 年 8 月 27 日出演予定[14]
- ダ・ヴィンチ・恐山（オモコロ、小説家）2025 年 8 月 27 日出演予定[14]

## 放送時間
TBSラジオ（地上波）
2025年4月2日 -
毎週水曜日 22:00 - 22:55
番組終了の翌日にはポッドキャスト、Amazon Music、Spotifyでも配信されている。

## エピソードリスト
| 話数 | タイトル                                                     | メールテーマ                                         | 曲                                                  | 放送日                |
| ---- | ------------------------------------------------------------ | ---------------------------------------------------- | --------------------------------------------------- | --------------------- |
| #1   | スタートダッシュ失敗                                         | 佐倉綾音への質問                                     | 宙船（中島みゆき）                                  | 2025年4月2日          |
| #2   | このラジオが好きな人の幸せを願っています。                   | スタートダッシュ成功 or 失敗                         | マクガフィン（岡村靖幸さらにライムスター）          | 2025年4月9日          |
| #3   | 浜松町が生んだジャンヌダルク                                 | 新生活もうきつい                                     | 田園（玉置浩二）                                    | 2025年4月16日         |
| #4   | こんばんは。他局綾音です。                                   | 丸腰で挑んだ話                                       | どうしてこんなに悲しいんだろう（吉田拓郎）          | 2025年4月23日         |
| #5   | 君に空気清浄機を買ってあげよう。ゲスト・吉住                 | 吉住さんと何話せばいい？                             | やめるなら今（ヒグチアイ）                          | 2025年4月30日         |
| #6   | ひとりきり泣けても、ひとりきり笑うことはできない             | わたし尻軽なんです                                   | With（中島みゆき）                                  | 2025年5月7日          |
| #7   | 東京赤坂・TBSラヅオからお届けしています。                    | 高低差すごすぎて風邪ひく                             | モアザンワーズ（坂本真綾）                          | 2025年5月14日         |
| #8   | おひとりさま煉獄                                             | わたしが突出しているところ                           | おひとりさま天国（乃木坂46）                        | 2025年5月21日         |
| #9   | 私の中の誇張しのぶ                                           | おひとりさま煉獄                                     | 炎（LiSA）                                          | 2025年5月28日         |
| #10  | 卓上土下座すたいる♪（コメントゲスト：早見沙織）              | 誇張した話                                           | Awake（早見沙織）                                   | 2025年6月4日          |
| #11  | よく分かるラジオ因数分解 ゲスト・パンサー向井                | 夜の向井さんへの質問                                 | なし                                                | 2025年6月11日         |
| #12  | 鼻ズビズビ、台キュインキュイン！                             | ふつおた&コーナースペシャル                          | 残響散歌（Aimer）                                   | 2025年6月18日         |
| #13  | オモコロで母層とお別れ                                       | とりあえず乗り切った                                 | サマーバケーSHON!!!!（シッコマン イン ザ パーティ） | 2025年6月25日         |
| #14  | 明太子は集団ごっこ（エンヤは樹液）                           | 2025年中間報告～私はこれにハマった～                 | Only Time（Enya）                                   | 2025年7月2日          |
| #15  | うーん。。                                                   | ギリ叶いそうなことで星に願いを！                     | トライアングラー（坂本真綾）                        | 2025年7月9日          |
| #16  | あらあら、7現場目はやんちゃね                                | アトロク反省会                                       | あさひ（花譜×佐倉綾音）                             | 2025年7月16日         |
| #17  | レッツゴー！ロンリー万博 ※ガイドお姉さんはギックリ腰でお休み | ロンリー万博                                         | 進化理論（BOYS AND MEN）                            | 2025年7月23日         |
| #18  | 人生の酸いも甘いもエンタメに昇華する装置かな。               | あなたがインタビュアーだったら佐倉綾音に何聞きたい？ | 承認欲求（櫻坂46）                                  | 2025年7月30日         |
| #19  | Shall we インキー？                                          | 夏休みだからお休み！コーナースペシャル！！           | secret base〜君がくれたもの〜（ZONE）               | 2025年8月6日          |
| #20  | シンデレラストーリー休止                                     | 佐倉論理の名言・迷言教えて！                         | Mad Hope（星野源）                                  | 2025年8月13日         |
| #21  |                                                              | 推しと会う前にやっておいたほうがいいこと             | ナイトオンザプラネット（クリープハイプ）            | 2025年8月20日         |
| #22  |                                                              | ARuFaさんと恐山さん宛てのメッセージ                  |                                                     | 2025年8月27日〈予定〉 |